# Briquetia spicata
Briquetia spicata är en malvaväxtart som först beskrevs av Carl Sigismund Kunth, och fick sitt nu gällande namn av P.A. Fryxell. Briquetia spicata ingår i släktet Briquetia och familjen malvaväxter. Inga underarter finns listade i Catalogue of Life.